# Solimão, o Magnífico
Solimão I (turco otomano: سلطان سليمان اول‎; turco: Süleyman ou Kanunî Sultan Süleyman; eialete de Trebizonda, 6 de novembro de 1494 – Szigetvár, 6 de setembro de 1566), conhecido como Solimão, o Magnífico no mundo ocidental e Solimão, o Legislador no mundo oriental, foi o Califa do Islã e Sultão do Império Otomano de 1520 até sua morte.
Solimão tornou-se um monarca proeminente da Europa do século XVI, reinando durante o apogeu do poder militar, político e econômico do Império Otomano. Liderou pessoalmente os exércitos otomanos na conquista dos redutos católicos de Belgrado e Rodes, além da maior parte da Hungria, até terminar suas conquistas em 1529 no Cerco de Viena. Anexou boa parte do Oriente Médio em conflitos contra os safávidas e grandes áreas do norte de África. Sob seu reinado a Marinha Otomana dominava do Mar Mediterrâneo até o Mar Vermelho, passando pelo Golfo Pérsico.:61

## Biografia
Nasceu provavelmente em 6 de novembro de 1494, em Trabzon na costa leste do Mar Negro. Foi sultão do Império de Otomano e califa do islamismo de 1520 a 1566, tendo sucedido ao seu pai, o sultão Selim I, e reinado durante quarenta e seis anos. Para os Turcos, ficou ainda conhecido por Kanuni, o Dador das Leis, devido às suas reformas na justiça e administração; para os países ocidentais foi o Magnífico, por causa do esplendor da sua corte e das suas muitas vitórias militares na Europa. Os cronistas portugueses chamaram-no de o Grão-Turco.
Durante seu reinado, o Império Otomano alcançou o seu apogeu, com o exército do sultão a chegar às portas de Viena, e Constantinopla transformada em polo artístico e cultural. Adepto do humanismo renascentista, Solimão era considerado pelos seus súditos um sultão justo e íntegro (tanto que é comum chamá-lo de Salomão II, em comparação com o rei hebreu, Salomão). Amante de poesia e filosofia, e exímio general, o Império Otomano pôde, sob o seu governo, ter os seus domínios na Europa dobrados, tornando os turcos um dos impérios mais influentes no continente.
Criou leis inovadoras, algumas escandalizando muitos europeus e árabes, conservadores, como a de promover o funcionário público por mérito, não por berço, embora tudo de acordo com o Alcorão. Além disso, foi durante seu governo que ocorreu a Batalha de Rodes. No final de seu governo, já distante de seu idealismo de quando jovem, rendeu-se aos desejos de sua esposa Roxelana, tendo inclusive assassinado seu braço direito, Ibrahim Paşa, e o próprio filho primogênito, Mustafá. O filho dele com Roxelana, Selim II, assumiu o trono, iniciando o declínio do Império Otomano.
O Império de Otomano conseguiu o seu zênite tornando-se uma potência mundial durante o seu reinado. Embora o império continuasse a se expandir um século depois da sua morte, este período foi seguido por um longo declínio.
Com sete anos de idade foi enviado para estudar ciência, história, literatura, teologia e táticas militares nas escolas do palácio de Constantinopla. A sua primeira experiência do governo foi ainda com 15 anos de idade como o governador de várias províncias, entre elas Bolu na Anatólia do norte, e a pátria de sua mãe Kafra na Crimeia.
Em 1517 o Império Otomano de Selim I conquistou a região em que se localizava o antigo Israel a Judeia, tendo sido benevolente com os judeus e recebido milhares de refugiados judaicos que desde 1492 sido perseguidos em Espanha por Fernando II de Aragão. O sultão inclusive ordenou a reconstrução das muralhas de Jerusalém, obra que pode ser apreciada até os dias de hoje.
Depois da morte de seu pai, Solimão começou uma série de conquistas militares. Em sucessivas campanhas, Solimão fez várias conquistas na Europa. Belgrado, defendida por uma guarnição de 700 homens e sem ajuda da Hungria, caiu em agosto de 1521. A ilha de Rodes foi conquistada em 1522, ocasião em que, após o cerco vitorioso, permitiu que os Cavaleiros Hospitalários se dirigissem para a ilha de Malta).

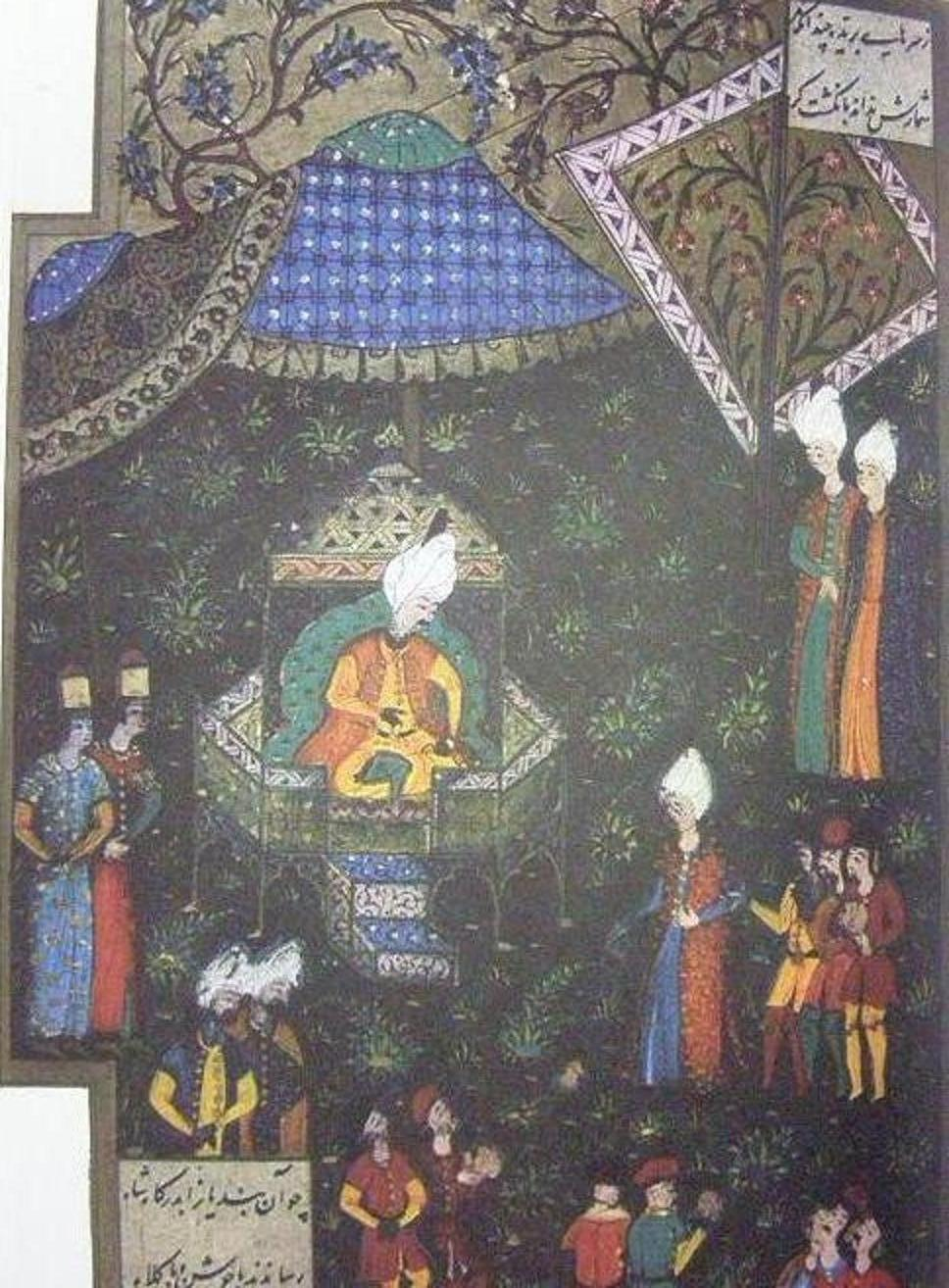
Solimão aguardando o grão-vizir Pargalı Ibrahim Pasha em Buda em 1529.

No dia 29 de agosto de 1526 Solimão derrotou Luís II da Hungria na Batalha de Mohács, ocupando a maior parte da Hungria antes de cedê-la para o governo de João Zapolya, o príncipe de Transilvânia.
Carlos V, monarca do Sacro Império Romano, com o apoio de seu irmão, o Arquiduque Fernando reconquistou a Hungria, e por mais duas vezes resistiu aos ataques de Solimão apesar de o sultão ter derrotado Viena em 1529 e 1532.
Em 1533 um tratado foi assinado com Fernando, dividindo a Hungria entre os Habsburgo e os Zapolya. Com a morte de Zapolya, Fernando deixa os territórios húngaros, incitando Solimão a anexar a Hungria, o que resultou em várias lutas e tratados de paz.

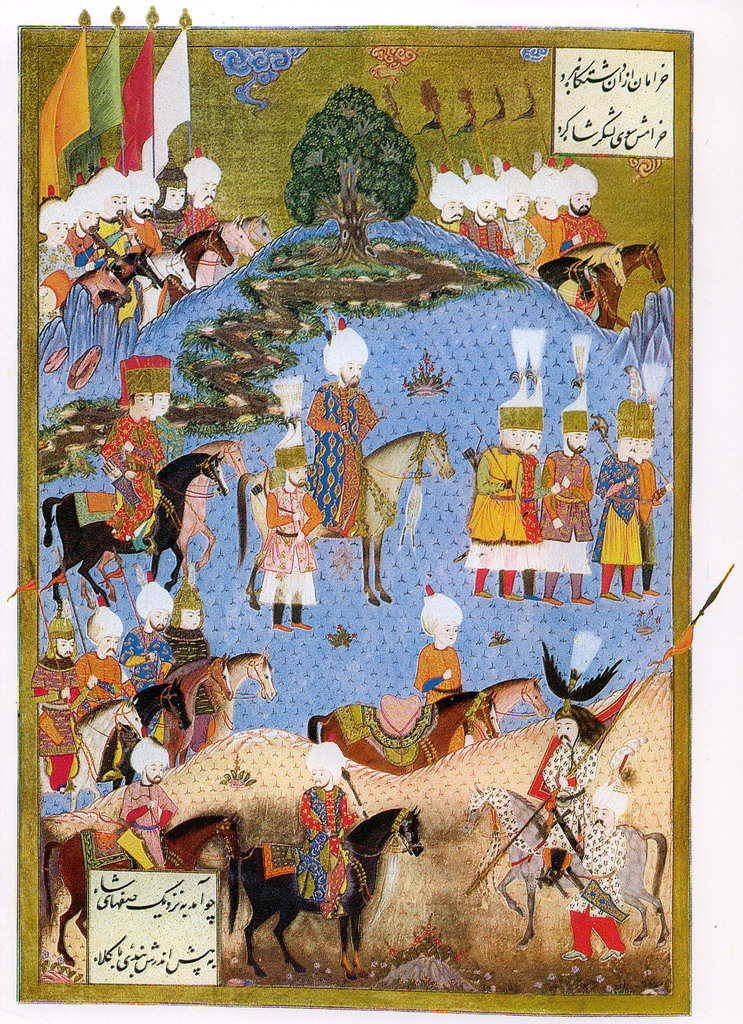
Miniatura representando o exército com Solimão em Naquichevão no verão de 1554

Empreendeu três grandes campanhas contra a Pérsia, ganhando o controle do Iraque e a submissão dos Safávidas, além de uma aliança com os Moguls e sultões do extremo oriente e sudoeste asiático, mas a fronteira oriental tornaria a ser novamente um problema, logo após a morte de Solimão. Foi sob a sua direção que as forças navais turcas se tornaram formidáveis.
Nas duas décadas seguintes, os enormes territórios do oeste da África a Argélia e todo o norte de Oriente Médio até a Pérsia foram anexados, e regiões longínquas viraram vassalos de Constantinopla. Esta expansão rápida associou-se com a dominância naval durante um período curto no Mar Mediterrâneo, Golfo Pérsico, Mar Vermelho e o Mar da Arábia. Com a perda deste, durante a estagnação do Império, o Império Otomano ficou sem saída para as colônias no Oriente e no oceano Índico.
Em 1562 conquistou a Transilvânia e em 1565 empreendeu sem sucesso o cerco de Malta que durou de 18 de maio e até 11 de setembro.
Apesar da imagem de conquistador, era conhecido como um soberano justo e incorrupto dentro do império, tendo sido um grande patrono de artistas e filósofos. É tido também como um dos maiores poetas islâmicos e um destacado ourives. Foi um grande legislador, bem-conceituado frente a seu povo como soberano e expoente da justiça.
Solimão rompeu com a convenção elevando dois escravos a posições de poder: um, o paxá de Ibrahim (İbrahim Paşa) foi nomeado grão-vizir por 13 anos. O outro, um ucraniano capturado.
A filha de um sacerdote ortodoxo russo, Aleksandra Lisowska (também conhecido por Roxelana e Khourrem ou Hürrem) foi incluída em seu harém tornando-se sua esposa favorita, para surpresa de seus sú(b)ditos e da comunidade internacional. Com Roxelana, Solimão teve uma filha, Mihrimar (Mihrumâh), e os filhos Maomé (que morreu jovem), Selim, Bajazeto e Cihangir (fisicamente inválido).
Em lutas de poder, ao que parece instigadas por Roxelana, Solimão mandou assassinar Ibrahim (preceptor do seu filho primogênito Mustafa) e substituí-lo pelo Paxá Rustem (Rustem Paşa). Depois, ao que parece acreditando que a sua popularidade com o exército ameaçava a sua própria posição, mandou estrangular Mustafa também, deixando o caminho livre para um de filhos (Hürrem) de Khourrem.
Lutas fratricidas também trariam a morte de Selim e Bajazeto. Em 1559 os irmãos envolveram-se numa série de batalhas de sucessão, levando o próprio Solimão a encomendar a morte de Bajazeto, no dia 25 de setembro de 1561. Assim foi Selim quem sucedeu a Solimão após a sua morte.

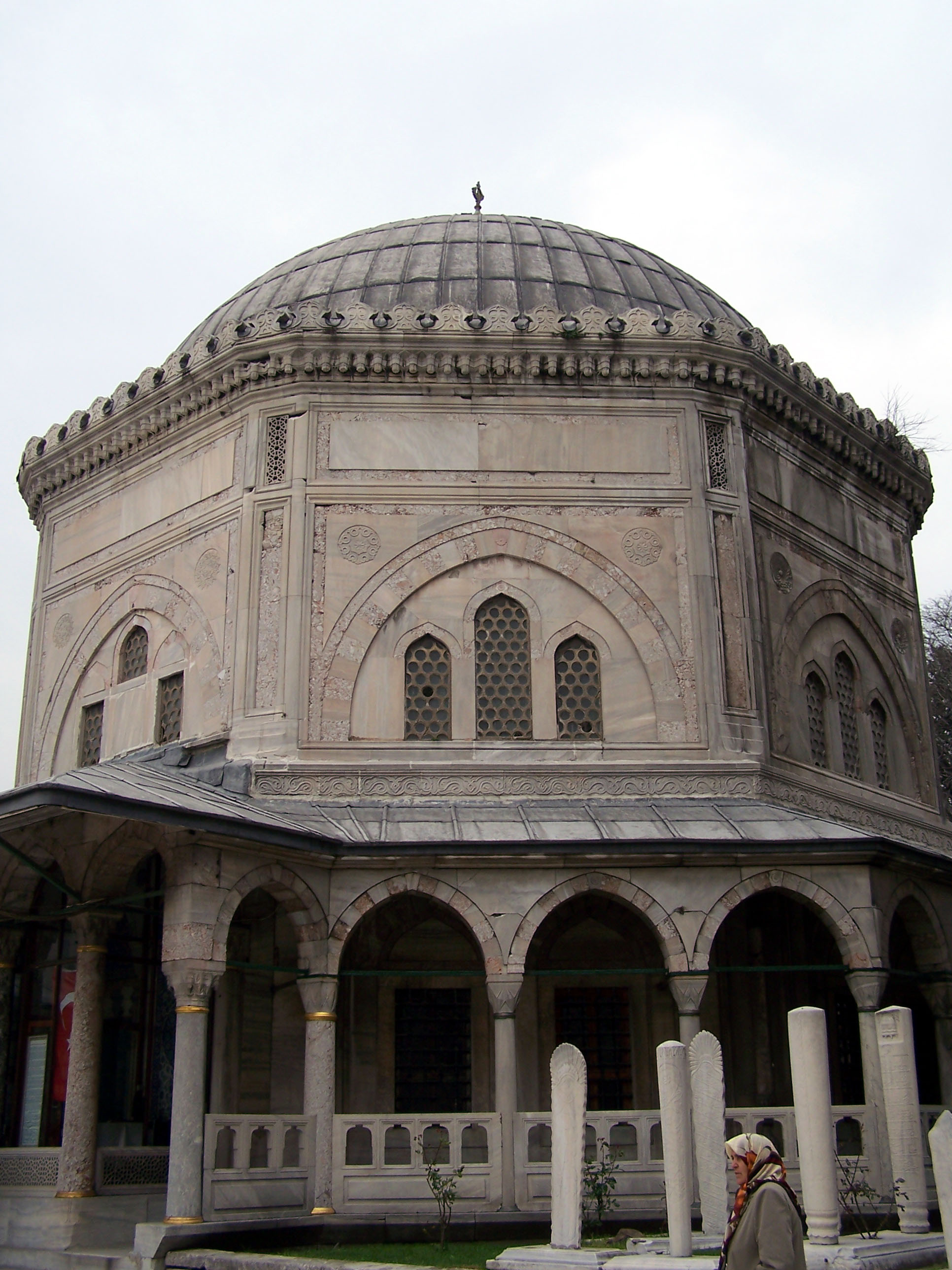
Türbe (tumba) de Solimão na Mesquita de Solimão

Foi sepultado num mausoléu com sua esposa Aleksandra Lisowska (Khourrem) na Mesquita Süleymaniye. Na ocasião de sua morte, as principais cidades muçulmanas (Meca, Medina, Jerusalém, Cairo, Damasco e Bagdad), muitas províncias balcânicas até a Áustria atual e a maior parte do norte de África pertenciam ao Império Otomano. E quanto ao Califado, que havia decaído e estagnado no século XIII, passou por um breve renascimento cultural e tecnológico, inimaginável para a época. Em 1560, 6 anos antes da morte de Solimão, o Califado Otomano, ou seja; o Império Otomano somado aos países islâmicos que aceitavam o Califado e a proteção otomana, cobria quase a metade da superfície da Terra, indo de Dakar até Manila, do Zimbábue Antigo até Kazan. Seu governo foi o apogeu da civilização muçulmana; e seu fim foi a estagnação. Cinco anos após sua morte, o califado perdera o controle do Mediterrâneo e do Extremo Oriente. Seu governo marcou o ápice, e o seu inesperado fim provocou a completa desestabilização do califado otomano.

## Reformas legais e políticas
Embora o Sultão Suleiman fosse conhecido como "o Magnífico" no Ocidente, ele sempre foi Kanuni Suleiman ou "O Legislador" (قانونی) para seus súditos otomanos. A lei predominante do império era a Sharia, ou Lei Sagrada, que, como lei divina do Islã, estava fora do alcance do sultão para ser alterada. No entanto, uma área de direito distinto conhecida como Kanuns (قانون), legislação canónica) dependia apenas da vontade de Suleiman, abrangendo áreas como o direito penal, a posse da terra e a tributação. Ele coletou todas as sentenças emitidas pelos nove sultões otomanos que o precederam. Depois de eliminar duplicações e escolher entre declarações contraditórias, ele emitiu um único código legal, tendo ao mesmo tempo cuidado para não violar as leis básicas do Islã. Foi dentro desta estrutura que Suleiman, apoiado por seu Grande Mufti Ebussuud, procurou reformar a legislação para se adaptar a um império em rápida mudança. Quando as leis Kanun atingiram sua forma final, o código de leis ficou conhecido como kanun-i Osmani (قانون عثمانی), ou "leis otomanas". O código legal de Suleiman duraria mais de trezentos anos.
O sultão também desempenhou um papel na proteção dos súditos judeus de seu império durante os séculos seguintes. No final de 1553 ou 1554, por sugestão de seu médico e dentista favorito, o judeu espanhol Moses Hamon, o sultão emitiu um firman (فرمان) denunciando formalmente os libelos de sangue contra os judeus. Além disso, Suleiman promulgou nova legislação criminal e policial, prescrevendo um conjunto de multas para crimes específicos, bem como reduzindo os casos que exigem morte ou mutilação. Na área da tributação, foram cobrados impostos sobre vários bens e produtos, incluindo animais, minas, lucros comerciais e direitos de importação e exportação.
Medreses superiores forneciam educação com status universitário, cujos graduados se tornavam imãs (امام) ou professores. Os centros educacionais eram frequentemente um dos muitos edifícios que cercavam os pátios das mesquitas; outros incluíam bibliotecas, banhos, refeitórios sociais, residências e hospitais para o benefício do público.

## Sucessão
As duas consortes conhecidas do sultão Suleiman (Hurrem e Mahidevran) lhe deram seis filhos, quatro dos quais sobreviveram após a década de 1550. Eles eram Şehzade Mustafa, Selim, Bayezid e Şehzade Cihangir. Destes, o mais velho não era filho de Hurrem, mas sim de Mahidevran. Hurrem é normalmente considerado, pelo menos parcialmente, responsável pelas intrigas na nomeação de um sucessor, embora não haja provas que apoiem isto. Embora fosse esposa de Suleiman, ela não exerceu nenhum papel público oficial. Isto não impediu, no entanto, que Hurrem exercesse uma influência política poderosa. Como o Império carecia, até o reinado de Ahmed I, qualquer meio formal de nomear um sucessor, as sucessões geralmente envolviam a morte de príncipes concorrentes, a fim de evitar agitação civil e rebeliões.
Em 1552, quando a campanha contra a Pérsia começou com Rüstem nomeado comandante-chefe da expedição, começaram as intrigas contra Mustafa. Rüstem enviou um dos homens de maior confiança de Suleiman para relatar que, como Suleiman não estava à frente do exército, os soldados pensaram que havia chegado a hora de colocar um príncipe mais jovem no trono; ao mesmo tempo, espalhou rumores de que Mustafa se mostrara receptivo à ideia. Irritado com o que ele passou a acreditar serem os planos de Mustafá para reivindicar o trono, no verão seguinte, ao retornar de sua campanha na Pérsia, Solimão convocou-o para sua tenda no vale de Ereğli. Quando Mustafa entrou na tenda de seu pai para se encontrar com ele, os eunucos de Suleiman atacaram Mustafa e, depois de uma longa luta, os mudos o mataram usando uma corda de arco.

Diz-se que Cihangir morreu de tristeza alguns meses após a notícia do assassinato de seu meio-irmão. Os dois irmãos sobreviventes, Selim e Bayezid, receberam o comando em diferentes partes do império. Dentro de alguns anos, porém, eclodiu uma guerra civil entre os irmãos, cada um apoiado por suas forças leais. Com a ajuda do exército de seu pai, Selim derrotou Bayezid em Konya em 1559, levando este último a buscar refúgio com os safávidas junto com seus quatro filhos. Após trocas diplomáticas, o sultão exigiu do xá safávida que Bayezid fosse extraditado ou executado. Em troca de grandes quantidades de ouro, o Xá permitiu que um carrasco turco estrangulasse Bayezid e seus quatro filhos em 1561, abrindo caminho para a sucessão de Selim ao trono cinco anos depois.